# Kínai babax
A kínai babax (Babax lanceolatus) a madarak osztályának verébalakúak (Passeriformes) rendjébe és a Leiothrichidae családjába tartozó faj.

## Rendszerezése
A fajt Jules Verreaux francia ornitológus írta le 1870-ben, a Pterorhinus nembe Pterorhinus lanceolatus néven. Besorolása erősen vitatott, egyes szervezetek szerint jelenleg is ide tartozik, mások a Garrulax nembe sorolják Garrulax lanceolatus néven.

## Alfajai
- Babax lanceolatus bonvaloti Oustalet, 1892
- Babax lanceolatus lanceolatus (J. Verreaux, 1870)
- Babax lanceolatus latouchei Stresemann, 1929[1]

## Előfordulása
Délkelet-Ázsiában, Kína, Hongkong és Mianmar területén honos. A természetes élőhelye a szubtrópusi vagy trópusi síkvidéki és hegyi esőerdők, valamint cserjések és legelők. Állandó, nem vonuló faj.

## Megjelenése
Testhossza 22,5-29,5 centiméter, testtömege 56-105 gramm.

## Életmódja
Rovarokkal és magvakkal táplálkozik.
|  |